# Lagosinia mazoeensis
Lagosinia mazoeensis är en insektsart som beskrevs av Hodgson 1968. Lagosinia mazoeensis ingår i släktet Lagosinia och familjen skålsköldlöss.
Artens utbredningsområde är Zimbabwe. Inga underarter finns listade i Catalogue of Life.